# Grimstrup (plaats)
Grimstrup is een plaats in de Deense regio Zuid-Denemarken, gemeente Esbjerg, en telt 546 inwoners (2007).